# Jorge Enrique Jurado Mosquera
Jorge Enrique Jurado Mosquera (* 12. November 1953) ist ein ecuadorianischer Politiker und Diplomat.

## Leben
Jorge Mosquera studierte an der Technischen Universität Berlin Energietechnik und Verfahrenstechnik. Er übte den Beruf des Beraters für Wasserwirtschaft, Entwicklungsplanung und Umweltfragen aus.
Er wurde in leitender Funktion von der Stadtverwaltung von Quito für Umweltfragen beschäftigt. Von 2007 bis 2008 war er Staatssekretär im Bergbauministerium. Von 2008 bis 2010 war er Minister für Wasserwirtschaft. Von März 2011 bis März 2018 war er Botschafter seines Landes in Berlin.
| Vorgänger             | Amt                                                                 | Nachfolger                  |
| --------------------- | ------------------------------------------------------------------- | --------------------------- |
| —                     | Minister für Wasserwirtschaft 2008–2010                             | Cristóbal Punina            |
| Horacio Sevilla-Borja | Ecuadorianischer Botschafter in Berlin 14. März 2011 – 8. März 2018 | Manuel Antonio Mejía Dalmau |